# 對朝鮮民主主義人民共和國的媒體偏見
對朝鮮民主主義人民共和國的媒體偏見是指國外媒體對該國失實的報導。著名的例子有張成澤遭到犬決、金正恩處決「前女友」玄松月和李永吉被處死等，均無法獲得證實或遭朝鲜政府否認，更有甚者往往在一段时间后被证实为假消息。分析认为，朝鲜政府高度封闭的管理政策、脫北者提供不完全可靠的資訊以及朝鮮半島不穩的政治對立均是造成這現象的成因。

## 成因

### 官方管制下的資訊不透明
朝鲜政府並不容許外國記者在國內自由採訪。外國記者和學者要到朝鲜考察要得到當局的核准，在境内采访时必须佩戴表明身份的袖章，同时亦會被官員監視，且不得隨意訪問當地人和拍照，行動自由相當有限。法國攝影師艾域·朗蘭茲就因拍攝多張被朝方認為是不適合的照片而被禁止再次入境。同時，關於朝鲜的新聞均由國營的朝鮮中央通訊社統一發佈，消息來源非常單一。在这样的情況下，外國傳媒難以知曉朝鲜的實況，無國界記者故此形容朝鲜是個最封閉的國家。在每年發佈的新聞自由指數中，該國年年都位例末席。
在这样的背景下，查探朝鲜的資訊是困難的。前美國中央情報局局長羅伯特·蓋茨形容北韓是全球「最難偵查的國家」；《外交政策》的艾薩克·史東·費殊指該國是個「資訊黑洞」。戰略與國際研究中心太平洋論壇主席拉爾夫·科薩明言「如果有人告訴你他們知道北韓的事，要麼他們跟你開玩笑；要麼他們在和自己開玩笑」。學者安德烈·蘭科夫稱要從有限的資訊了解北韓猶如「瞎子摸象」。記者則認為朝鲜的資料不流通是個「系統性的問題」，終難以進行事實查核。比如在2012年，研究員基斯杜化·格連希望得悉朝鮮人民軍總參謀長李永吉被處決一事是否屬實，最終他發現根本無從入手。

### 脫北者提供的資訊
由於北韓封鎖消息，因此脫北者成為各國政府、記者和學者等獲得該國一手資訊的主要途徑。為保護自身安全，不少脫北者在提供資訊時也會要求對方替其身份保密，這令到一些消息來源更難查證。曾在平壤生活過的瑞士商人費利斯·丹尼爾直言在南韓近七成的脫北者也是無業的，並以出售不可靠的情報為生:117–18。另一方面，他又指大部份脫北者是來自北韓最貧困的咸鏡北道，因而會對平壤和鄰近地區懷恨。同時又相信脫北者因未能適應新環境而變得性情扭曲:117–18。故此，他建議記者和學者應抱懷疑態度來分析脫北者的資訊，而非來者不拒。學者玄具烈發現部份脫北者在講述其故事時會捏造情節或加以潤飾。記者宋真容補充她在採訪脫北者的16年生涯中不時發現他們的口供前後矛盾，又指要付錢才能面談是慣例，而且愈是獨有或煽情的消息則須給予愈多的報酬。
2012年，作家布雷恩·哈登在訪問脫北者申東赫後出版《逃出14號集中營》，寫道：「誠然，沒有人能證明他的話完全屬實，但他是唯一一位能說出其早年生活的人」。在該書中，申東赫承認關於其母親的事以及告訴南韓國家情報院的憶述都是假的。在2015年，他再一步指在書中提及為了糧食而舉報媽媽及兄長的逃獄計劃，並目擊二人遭到處決是「不完全真實的」。對此，安德烈·蘭科夫認為申東赫是遭到眾多質疑下才突然承認他之前所言的並非全然屬實，故鼓勵脫北者應說出事實而非加以誇大。2017年7月，脫北藝人林智賢於北韓政府營運的網站「我們民族之間」發表講話，解釋自己是出於自願返回北韓，又指在南韓生活的「每一天都是地獄」。

### 政治偏見
自韓戰後，兩国維持對峙局面。受這種情緒影響下，南韓的記者對朝方不時出現偏頗的報導。因此，平壤政府經常指責美國和南韓發表不利北韓的假消息。2013年7月18日，南韓主要報章《朝鮮日報》稱平壤當局出價百萬元邀請海外記者到訪北韓報導民眾韓戰勝利60周年的實況。翌日，祖國平和統一委員會通過朝鮮中央通訊社發表聲明，指責《朝鮮日報》是受青瓦台的指示下進行失實的報導，又強調該報導是「狗屁不通的」。
事實上，南韓報社大多是從國家情報院取得關於北韓的消息。該院的情報員通常會在中朝邊境等地或假裝成商人在平壤收集消息，然後通過無線電把情報給到首爾。然而，這種靠人力式搜集情報的方式收效甚微，例如情報院曾在2016年2月報稱朝鮮人民軍總參謀長李永吉被處死後韓國聯合通訊社等報社隨即引述此消息來說明平壤政權的反覆無常和可怕，結果後者卻在這報導後的5天現身。高麗大學歷史系教授鄭泰憲指南韓的媒體以保守派當道，他們的核心價值為反共反朝，故在報導關於平壤的新聞時難免先入為主。安德烈·蘭科夫亦指為避免讚揚平壤政府，南韓的主流傳媒鮮有報導北韓的正面消息。

### 嘩眾取寵
大多南韓媒體在未能取得可靠消息來源時會報導煽情、歪曲和未經考證的北韓新聞。《衛報》記者塔尼亞·布蘭尼根認為有數個原因驅使這現象。首先，北韓的新聞總能吸引讀者的注意。編輯和記者為達到此目的而不惜報導未經查證的消息。其次，即使記者有意查證卻會發現根本無從入手，解釋：「我們無法要求平壤當局給予回應或訪問當地農民事情是否屬實。就算我們能夠向這方向的專家查問，他們也只能作出假設。更要命的是，我們不可能證明這是否可信。同時，24小時連續新聞的出現令公眾對新聞的要求更高，電台報導沒有或是僅有消息來源的假新聞，使得這種錯誤被擴大」。再者，鮮有記者懂得韓語造成誤譯和誤傳等問題。另一方面，除非平壤當局作出反駁，否則在資料不流通下關於北韓的錯誤報導是很難得到印證。最後，北韓的奇特思維是外人難以理解的。
延世大學的約翰·戴樂利指人們喜歡聽到北韓的報導，而且愈是煽情愈好。他分析：「因為是北韓的，沒有人知道這國度裡發生甚麼事」，但這些報導中「有的是真的，大部份卻不是」。前美聯社平壤分部總編輯珍·李認為只要冠上北韓的名字，那些愈是令人大吃一驚、愈是淫穢、愈是娛樂性和愈是負面的就最合讀者的口味。前英國外交官占士·荷亞評論道：「北韓在英國媒體眼中就是奇怪的國家」。《華盛頓時報》的馬克·費沙感慨：「沒有人會關心消息出處，就算這是多麼的單薄或不可信」，又引用史東·費殊於《外交政策》寫的笑話：「只要你是個美國記者，不管你寫甚麼關於北韓的事，人們都會相信」 。
《NK News》專欄作家詹盧卡·冼亞傳媒將北韓過度標籤成「隱士王國」、「神秘國度」和「不可預測的國家」令記者只要創作出「引人注目的標題就能成為暢銷新聞」。安德烈·蘭科夫說：「關於平壤政府做過的愚事十居其九都會成為封面故事」，但同時指出把這個政府包裝成怪誕是個錯誤的做法。國際關係學者沈旭暉也認為如果讀者毫不保留地相信所有關於北韓的報導，就會比傳媒塑造的金正恩形象更愚昧。過度的標籤加上有限的報道材料結果就是不少有關北韓的報導都是重複的。美國歷史學家布魯斯·康明思把這種報導比作平壤的閱兵儀式一樣，都是無休止地重複。《衛報》和《赫芬頓郵報》總括：在普遍傳媒眼中，北韓的存在就像「卡通漫畫」。
事實上，部份脫北者也不認同傳媒對北韓的報導。自由北韓放送台長崔鍾訓於2007年脫北，他表示：「很多關於北韓的報導只是猜測而已……人們相信他們所想像的。對我來說，大部份的報導跟我所認識的北韓不一樣」。到訪過該國的遊客也有類似的看法，他們指在這兒並非如傳媒所言般土地貧瘠或是饑民處處，而是充滿朝氣的國度:59–66。

## 例子

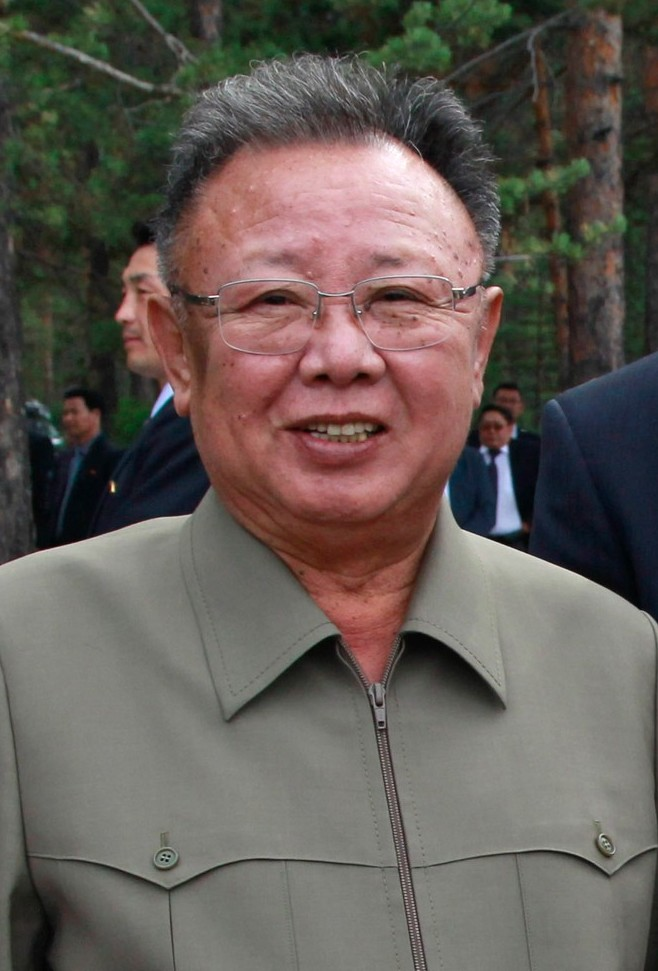
有報導指平壤官方宣稱金正日在首次打高爾夫球時做出11次一桿進洞的成績，卻找不到任何出處。

### 張成澤被犬決
曾擔任朝鮮勞動黨中央政治局委員和朝鮮勞動黨中央行政部部長等要職的張成澤在2013年12月12日因叛國等罪名被判死刑。香港《文匯報》稱張成澤並非被槍斃，而是在金正恩和300名官員的目睹下被120頭狗活活咬死。之後，《NBC新聞》、《泰晤士報》及《華盛頓郵報》等均引述此報導。不過，《BBC》和《紐約時報》等都懷疑這事的真實性。在南韓，亦鮮有傳媒引用《文匯報》的報導。在一個月後，芝加哥軟件工程師特雷弗·鲍威尔（英語：Trevor Powell）發現張成澤遭到犬決是出自於腾讯微博中于2013年12月11日发表的一篇讽刺帖。此消息傳出後，部份傳媒決定收回之前關於犬決的報導。

### 玄松月被處決
2013年8月29日，《朝鮮日報》聲稱金正恩的前女友、牡丹峰樂團團長玄松月因製作和銷售淫穢物品而被公開槍決。美國自由亞洲電台更指玄氏是因向身邊人透露與金正恩的關係才遭到殺身之禍。《Daily NK》認為金正恩是在「非常憤怒」下才將玄氏公開處決。朝鮮中央通訊社率先否認傳聞，一部日本政治雜誌隨後亦報稱玄氏未死。2014年5月16日， 玄氏出席北韓第9屆全國藝術家大會，粉碎了傳言。

### 李永吉被處死
韓聯社在2016年2月10日宣稱朝鮮人民軍總參謀長李永吉被處死，罪名是「宗派分子和專權腐敗」，理據是他缺席早前舉行的朝鮮勞動黨中央委員會與朝鮮勞動黨朝鮮人民軍委員會聯合會議擴大會議。同年5月，「被處決」的李永吉在朝鮮勞動黨第七次代表大會上被委任為中央委員會委員、政治局候補委員及中央軍事委員會委員。

### 國家足球隊躋身世界盃決賽
在2014年世界盃期間，有網民假冒朝鮮中央電視台新聞節目製作一段新聞片並上傳至Youtube。在片中，新聞報道員報道北韓隊在4年前的世界盃以7-0大勝日本，然後以4-0和2-0擊敗美國和中國隊出線決賽，將與葡萄牙爭取冠軍。《鏡報》、《都市報》和《多倫多太陽報》等信以為真，紛紛轉述，並指這是平壤政府在愚弄民眾。而事實上，在10年世界盃期間，北韓民眾能夠通過轉播目睹國家隊於分組賽出局，加上該影片中的旁述跟主持人口形不夾，故不久後就被發現是惡作劇。

### 金正日的高爾夫球得分
在金正日去世後，他打高爾夫球一事忽然被美聯社等提起。報導指北韓宣傳機關聲稱金正日在第一次打高爾夫球時做出11次一桿進洞的成績。然而，由於此報導並無任何出處，故某些海外傳媒也表示質疑，《NK News》說：「就連平壤的市民都未必知道此事，除非有外國遊客告訴他們吧」 。《高爾夫球會雜誌》記者在平壤高爾夫球場訪問這兒的工作人員，他們笑称這只不過是個都市傳說而已 。2012年，《韓國時報》找到此報導的出處：澳洲記者艾域·艾利斯在1994年的平壤高爾夫球俱樂部聽聞此流言。

### 金正日的葬禮
金正日死後，傳媒集中報導市民歇斯底里地痛哭的情境，認為這是官方刻意安排的。《紐約客》的菲利·索蘭納斯斷言民眾的悲傷是假的，政治評論家比爾·奧賴利戲聲這些民眾在痛哭後「有漢堡吃」。人權監察的約翰·史夫頓在《CNN》發表文章，指平壤當局強迫民眾哭泣，而做不到這差事的市民只得逃走。《紐約時報》並不同意上述說法，指哭丧只是一種儒家文化，又解釋這在南韓也非常普遍。事實上在韩国前總統朴正熙的葬禮中，南韓民眾亦有同樣的表現。

### 金正恩讓官員讀《我的奮鬥》
2013年6月，《華盛頓時報》的馬克·費莎據由脫北者經營的Newfocus網站報稱金正恩向政府官員派發納粹德國元首阿道夫·希特拉的自傳《我的奮鬥》，以学习借鉴德国在短时间内从第一次世界大战后复兴的经验。此流言因在中國的脫北者擴散而廣為人知。然而，北韓專家安德烈·蘭科夫和費多爾·泰迪斯基利均對這流言有所保留，他們指納粹德國與日本帝國於二次大戰時是盟國，而日本當時正值對朝鮮半島進行殖民統治，因此在北韓的歷史教科書裡納粹德國和日本帝國均是半島的敵人。同時，教科書時常會把納粹德國類比成美國和南韓。蘭科夫提醒在北韓官方的意識形態是這樣的：「壞人就是壞人，他們總會連成一線，有著同樣的不良意識」，又直指這流言是高德溫法則。同月，朝鲜人民保安部通过朝鲜官方媒体谴责了这一报道，称该报道是“几个人渣”“为了疯狂阻止朝鲜发展”而发起的“抹黑行动”，并威胁将“从肉体上消灭这些犯有叛国罪的可鄙人渣”。

### 巴黎奥运会与韩国选手合影的朝鲜运动员受到劳改
在2024年巴黎奥运会上，参加乒乓球混合双打项目并获得亚军的朝鲜运动员李正植和金琴英在领奖台上与韩国及中国运动员合影，且照相者为韩国运动员。此后，部分媒体开始炒作参与这些朝鲜运动员因和韩国运动员合影在回国后“受处罚”“劳改2-3年”。但在2024年9月8日晚朝鲜举行的建国76周年庆祝集会及青年学生晚会上，李正植作为运动员代表出现在各行各业代表护送朝鲜国旗入场的行列中，打破了“被劳改”的传言。

## 資料來源
1. ↑  Styles, Ruth. . Daily Mail. 2014-05-10  [2017-10-05]. （原始内容存档于2014-05-10）.
2. ↑  . RSF. Reporters without Borders. 2011-12-09  [2017-10-05]. （原始内容存档于2016-04-25）.
3. ↑  . Reporters Without Borders. 2017  [2017-04-28]. （原始内容存档于2017-04-26）.
4. ↑  Oberdorfer, Don; Carlin, Robert. . Basic Books. 2014: 48. ISBN 9780465031238.
5. 1 2  Stone Fish, Isaac. . New York Times. 2011-08-08  [2017-10-05]. （原始内容存档于2017-03-21）.
6. ↑  Lankov, Andrei. . NK News. 2016-12-28  [2017-10-05]. （原始内容存档于2016-12-29）.
7. 1 2  Taylor, Adam. . businessinsider.com. Business Insider. 2013-08-29  [2014-01-19]. （原始内容存档于2014-01-19）.
8. 1 2  O'Carroll, Chad. . The Telegraph. 2014-01-06  [2014-01-21]. （原始内容存档于2014-10-08）.
9. ↑  Green, Christopher. . Sino-NK. 2012-07-25  [2017-10-05]. （原始内容存档于2017-03-14）.
10. ↑  Ahn, JH. . NK News. 2017-03-15  [2017-10-05]. （原始内容存档于2017-09-13）.
11. 1 2 3  Abt, Felix. . Tuttle Publishing. 2014. ISBN 9780804844390.
12. ↑  Hyung Gu Lynn. . Zed Books. 2007: 94.
13. ↑  Song, Jiyoung, , The Guardian, 2015-10-13  [2017-10-05], （原始内容存档于2016-12-21）
14. ↑  Harden, Blaine. . Viking. 2012: 46–47. ISBN 978-0-670-02332-5.
15. ↑  Anna Fifield. . Washington Post. 2015-01-17  [2017-10-05]. （原始内容存档于2017-08-31）.
16. ↑  Andrei Lankov. . NK News. 2015-02-03  [2017-10-05]. （原始内容存档于2015-07-05）.
17. ↑  Ahn, JH. . NK News. 2017-07-17  [2017-10-05]. （原始内容存档于2017-07-17）.
18. ↑  Ha-young Choi. . NK News. 10 August 2015  [2017-10-05]. （原始内容存档于2015-09-05）.
19. ↑  . （原始内容存档于2014-10-12）.
20. ↑  . Now. 2015-05-173  [2017-10-05]. （原始内容存档于2022-01-17）.
21. ↑  Klug, Foster. . AP. 11 May 2016  [2017-10-05]. （原始内容存档于2016-05-12）.
22. ↑  Park, Jang-jun. . Media Today. 2011-11-13  [2011-11-19]. （原始内容存档于2011-11-16） （韩语）.
23. ↑  Andrei Lankov. . Asia Times. 2011-09-23  [2017-10-05]. （原始内容存档于2011-09-24）.
24. 1 2 3 4 5 6  Tania Branigan. . International Institute of Korean Studies. 2014-10-15  [2017-10-05]. （原始内容 (PDF)存档于2023-03-31）.
25. 1 2  . The Guardian. 2013-09-23  [2013-09-28]. （原始内容存档于2013-09-27）.
26. ↑  Padden, Brian. . VOA. 2016-09-02  [2017-10-05]. （原始内容存档于2016-09-03）.
27. ↑  James E. Hoare. . 38 North (U.S.-Korea Institute, Johns Hopkins University School of Advanced International Studies). 2016-10-05  [2016-10-10]. （原始内容存档于2016-10-09）.
28. ↑  Fisher, Max. . Washington Post. 2014-01-03  [2017-10-05]. （原始内容存档于2014-07-26）.
29. ↑  Gianluca Spezza. . NK News. 2013-11-20  [2014-07-28]. （原始内容存档于2014-02-22）.
30. ↑  Lankov, Andrei. . Foreign Policy. 2017-04-26  [2017-10-05]. （原始内容存档于2017-05-01）.
31. ↑  沈旭暉. . Foreign Policy. 2014-04-02  [2017-10-05]. （原始内容存档于2017-10-05）.
32. ↑  Carlin, Robert. . 38 North. U.S.-Korea Institute, SAIS, JHU. 2016-05-17  [2016-05-18]. （原始内容存档于2016-05-18）.
33. ↑  Cumings, Bruce. . The New Press. 2003: viii, xii.
34. ↑  Megaloudi, Fragkiska. . Huffington Post. 2016-05-14  [2017-10-05]. （原始内容存档于2016-06-25）.
35. ↑  Smith, Hazel. . The Guardian. 2015-04-27  [2017-10-05]. （原始内容存档于2016-07-21）.
36. ↑  Jung, Ha-won. . Tapei Times. 2014-01-13  [2017-10-05]. （原始内容存档于2016-06-30）.
37. ↑  Sarah Dean. . Daily Mail. 2014-05-29  [2017-10-05]. （原始内容存档于2014-05-29）.
38. ↑  Hughes, Chris; Cockerton, Paul. . Mirror. 2014-01-03  [2017-10-05]. （原始内容存档于2016-09-19）.
39. 1 2  . 路透社. 2014-01-07  [2023-06-18]. （原始内容存档于2023-06-18）. 外界起初揣测张成泽是被行刑队处决的。媒体称这是朝鲜对待“叛徒”的常见方式。但腾讯微博的一篇讽刺帖子却称，67岁的张成泽遭遇的完全不同的处决方式。随后该消息被世界各地的媒体竞相报导。  这篇去年12月11日在腾讯微博发布的帖子称，张成泽和五个亲信被“犬决”。（t.qq.com/p/t/312572016688539）该帖子的点击量达到29万人次。香港《文汇报》随后发布文章报导此事，还提供了微博帖子截屏为报导佐证。《文汇报》的报导12天后被新加坡《海峡时报》转载，随后该消息便登上了欧美报纸和电视台。芝加哥软件工程师Trevor Powell率先对该微博帖子提出质疑，并在自己博客上谈及了此事。他说，分析人士和专家“都忽略了很明显的事实，即《文汇报》报导的来源是一位以讽刺闻名的微博博主的帖子”。
40. ↑  安東尼·澤克. . BBC. 2014-01-04  [2017-10-05]. （原始内容存档于2017-10-07）.
41. ↑  黃安偉. . The New York Times. 2014-01-06  [2017-10-05]. （原始内容存档于2017-10-07）.
42. ↑  . Huffington Post. Reuters. 2014-01-06  [2014-01-19]. （原始内容存档于2014-01-09）.
43. ↑  . Business Insider. 2013-09-05  [2014-05-17]. （原始内容存档于2014-06-07）.
44. 1 2 3  . 韓國中央日报. 2014-05-17  [2014-05-17]. （原始内容存档于2016-03-04）.
45. ↑  Withnall, Adam. . The Independent. 2016-02-10  [2016-07-01]. （原始内容存档于2016-06-23）.
46. ↑  CHOE SANG-HUN. . The New York Times. 2016-05-11  [2017-10-05]. （原始内容存档于2019-08-16）.
47. 1 2 3  . 明報. 2014-07-14  [2017-10-05]. （原始内容存档于2017-10-06）.
48. ↑  John Sudworth. . BBC News. 2014-06-21  [2017-10-05]. （原始内容存档于2017-10-06）.
49. ↑  Longman, Jere. . New York Times. 2011-12-21  [2014-01-24]. （原始内容存档于2013-05-04）.
50. ↑  Abrahamian, Andray. . nknews.org. NK News. 2012-12-06  [2014-01-19]. （原始内容存档于2014-02-22）.
51. ↑  Dunsmuir, Alistair. . Golf Club Management. 2011-12-20  [2012-10-26]. （原始内容存档于2012-11-28）.
52. ↑  Kim, Young-jin. . The Korea Times. 2012-10-31  [2017-10-05]. （原始内容存档于2016-08-12）.
53. ↑  Hartenstein, Meena. . New York Daily News. 2014-01-06  [2014-01-21]. （原始内容存档于2014-02-01）.
54. ↑  Sifton, John. . cnn.com. CNN. 2011-12-22  [2014-01-19]. （原始内容存档于2014-02-03）.
55. ↑  Sang-hun, Choe. . New York Times. 2011-12-20  [2014-01-21]. （原始内容存档于2012-11-07）.
56. ↑  Martin, Bradley. . globalpost.com. Global Post. 2011-12-20  [2014-01-19]. （原始内容存档于2014-02-02）.
57. ↑  Fisher, Max. . Washington Post WorldViews Blog. 2013-06-17  [2015-07-12]. （原始内容存档于2015-07-13）.
58. 1 2 3 4  Lankov, Andrei. . NK News. 2013-06-21  [2015-07-12]. （原始内容存档于2015-07-12）.
59. 1 2 3  Tertitskiy, Fyodor. . NK News. 2015-02-11  [2015-07-12]. （原始内容存档于2015-07-12）.
60. ↑  . BBC. 2013-06-19  [2020-06-18]. （原始内容存档于2020-11-11）.
61. ↑  . 2024-09-11  [2024-09-20].